# Algyő
Algyő (horvátul: Đeva) nagyközség Csongrád-Csanád vármegyében, a Szegedi járásban.

## Fekvése
A Tisza jobb partján fekszik, Szegedtől 10, Hódmezővásárhelytől 15 kilométerre. Fontos tiszai átkelőhely. 1870 óta vasúti híd, 1974 óta közúti híd is segíti az átkelést. Szomszédai: északkelet és kelet felől Hódmezővásárhely, délkelet felől Maroslele, dél és délnyugat felől Szeged, nyugat felől pedig Sándorfalva.

### Megközelítése

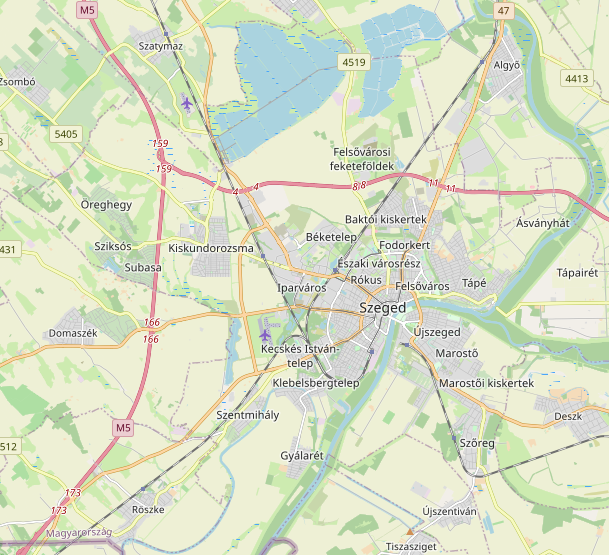
Algyő Szeged környéke térképén

#### Közúton
Belterületén nagyjából észak-déli irányban végighalad a 47-es főút, ez az egyetlen közúti megközelítési útvonala Szeged és Hódmezővásárhely, illetve az északabbra fekvő tiszántúli városok irányából is. Közigazgatási területét érinti még, a déli határszélen (a belterülettől távol) az M43-as autópálya, keleten, a Tisza bal partján fekvő határrészein pedig a 4413-as és 4454-es utak is. A bal parton fekvő két legfontosabb településrésze Nagyfa és Rákóczitelep, mindkettő a 4413-as útról érhető el, utóbbi főutcája 44 123-as útszámmal számozódik.
Kerékpárral is el lehet érni a Szegedet Hódmezővásárhellyel összekötő kerékpárúton, amely egyben az EuroVelo 11 nemzetközi kerékpárútvonal alternatív Szeged–Hódmezővásárhely szakasza.

#### Vasúton
A hazai vasútvonalak közül Algyőt a MÁV 135-ös számú Szeged–Kötegyán-vasútvonala érinti, amelynek egy megállási pontja van itt. Algyő vasútállomás a vonal állomásainak viszonylatában Szeged-Rókus vasútállomás és Hódmezővásárhelyi Népkert megállóhely között található, fizikailag pedig a község belterületének nyugati szélén; közúti elérését a 47-es főút körforgalmából kiágazó 45 326-os számú mellékút teszi lehetővé.

## Története
A honfoglaláskor már lakott hely volt, népességét annak a bolgár-szláv keveréknek a tagjai alkották, akik a Tisza melletti halászóhelyek állandó lakosai voltak.
Első birtokosai a vezérlő fejedelmi törzs tagjai voltak. A helybeli halásznépek a magyarokkal közösen használták századokon át a természet nyújtotta adottságokat, a halban gazdag Tiszának és mellékágainak halászatát. A királyság első századában kialakult rendszer szerint a halászfalu a csongrádi királyi várnak lehetett alárendelve. Az itt lakók termésük bizonyos hányadát beszolgáltatták adóban. A jelenlevő népesség a XI. században már teljesen magyarnak tekinthető.
A királyi birtok kezeléséből 1138-ban vált ki, mikor a Szent Margit vértanúról elnevezett dömösi prépostság nyerte királyi adományban II. Béla királytól. Az adománylevélben Villa Geu néven szerepel. Ez a név régi magyar személynévből származik, Győ gyöke azonos a Gyeücsa (Géza) név szótövével. Az Al előtag a 16. században jelent meg a Tisza folyása szerint feljebb lévő Felgyő községtől való megkülönböztetésül.
Lakosai a halászok, akik ekkor kezdtek megismerkedni az őstermeléssel.
A dömösi prépostság a XIII. század elejéig volt a birtokosa Győ falunak. Későbben királyi emberek megosztott birtoka lett, majd 1348-ban Győi Péter a tulajdonos. Ennek a családnak volt kizárólagos tulajdona, mert más név nem merült fel az Írásokban. 1411-ben „Gew“ falu Gew-i Sebestyén és Gerard királyi emberek birtoka. 1439-ben Albert király a Győi, vagy mint egyes oklevelekben írják a Győaljai családot megerősítette a falu birtoklásában.
Az 1514-ben kitört parasztforradalom alatt a keresztülvonuló keresztescsapatok garázdálkodtak a faluban. A lázadás még viharzott más megyék területén, mikor Imreffy Mihály Nagyvátyi Porkoláb Mártonnal kötött cserét Győ-re nézve, annak baranyai birtokáért. Az egyességet a király is jóváhagyta s oklevéllel megerősítette. 1516-ban a budai káptalan szabályos módon be is iktatta Porkoláb Mártont a falu birtokába, akinek leszármazottai birtokaik központjáról Mágocsynak nevezték magukat.
1526-ban a török előnyomulás érzékenyen érintette a falut is, de ezek a kisebb megrázkódtatások aránylag védett fekvése folytán elsimultak, míg 1542-ben a török félhold uralma alá került.
A helybeli lakosság magyar volt. A reformáció idején magyar földesurának parancsára a katolikus vallásról áttért a protestáns vallásra. A törökök nem sokat törődtek a falvakban a lakosság vallásos életével, szabad vallásgyakorlatuk volt. A szegedi ferencesek azonban kitartóan járták az elpártolt falvakat, gyakran megtörtént, hogy a földesúr tudta nélkül a lakosokat újból katolikusokká térítették.
1552-től 1559-ig Mágócsy Gáspár Gyula várának vár kormányzó ja volt. Ebben az állásában a megye hódolt falvait a saját birtokaival együtt felszólította, hogy hadisegély címén Gyula várához szolgáltassák be az előírt összeget. A gyulai őrség zsoldjának fizetése sok gondot adott a várkormányzónak, akinek a királyi kamara az ígéreten kívül mást nem adhatott. A kamara lanyhasága miatt a gyér lakottságú falvakban kellett fizetni a nagy zsoldterheket, függetlenül a töröknek teljesített fizetésektől. A 145—150 főnyi összlakosság őstermelésből és halászatból tengette életét. Az 1575. évi defterben 29 adózó kapu van felvéve.
Gyula várának 1566-ban megkezdett ostroma megváltoztatta Algyőt is. A hódoltság idején meghalt Mágócsy Gáspár. Utódai szintén csak névlegesen vallhatták magukénak a falut s keveset törődtek itteni, jobbára elpusztult falvaikkal.
1612-ben Báthory Gábor szerzett jogok védelme alatt adta Móricz Péter fiának, Mártonnak. 1621-ben Bethlen Gábor birtokfosztásáról szóló oklevélben Győ falu is meg van említve, amelyet a többi birtokokkal és falvakkal együtt Ruszkai Kornis Zsigmond pénzen vásárolt meg.
A töröktől való felszabadító háborúk megindulásakor a férfilakosságot Szegedre rendelték erődítési munkálatokhoz. A kibontakozás, a török iga lerázása, a Szeged és Gyula védelmére és ostromára induló segélycsapatok átvonulása kimondhatatlan károkat okoztak. Az eleség és állatállomány nagy része a janicsár-csapatoknak kellett. A lakosság elhagyta lakóhelyét, a nádasak és víz járta tájakra húzódott.
Az 1715-ben végzett országos összeírásban Gyö néven kincstári falunak jegyezték fel. Lakossága a folytonos vándorlás közepette megfogyott, különösen az áradások miatt menekült el. Ekkor 42 jobbágy, 5 zsellér és 6 egyéb jogi helyzetű háztartás keretében élt a falu lakossága. A jelenlevő népesség összességét 198—205 főre becsülték. Az öt év múlva megismételt összeírás már lényeges változást mutat. A lakosság nagyobbik része csak időszakosan tért vissza a faluba, ezért az összeíráskor csak 41 jobbágy és 3 zsellér családot tudtak összeírni.
A falut kamarai birtokként tartották nyilván egészen 1733 végéig, mikor a református vallású magyarokból újból benépesült helység előzetes kamarai jelentések alapján, gróf Erdődy György királyi kamarai elnök tulajdona lett. Az adománylevélben a felsorolásban csak Mindszent és Algyő szerepelnek mint lakott helységek; tartozékai mind puszták. Ennek alapján nyerte a későbbi időkben a Mindszent-Algyői uradalom nevet.
Az 1718-as canonica visitatio alapján az Algyőn kőből épült igen régi templom volt, amelyet a kálvinisták használtak, de 1750 körül már a katolikusoké.
Katolikus családok jöttek a faluba. Némethy György mindszenti plébános, aki a környék főesperese volt, sietett egyházilag is kiépíteni az új településű falut. 1754-es feljegyzés alapján az Algyőben levő templom igen régi, de a más felekezetekbeliek által okozott pusztítások miatt a templomnak szentélye, sekrestyéje, kerítése, teteje nincs, csak ideiglenes használatra rendezte be a földesuraság. A lakosság kis száma miatt nincs rendes lelkészsége, a szegedi ferencesek látják el a katolikus hívek gondozását.
Az adósságaival küszködő Erdődy gróf az eddig Algyőhöz tartozó pusztákat kihasította és egyenként zálogba adta. 1765-ben egy puszta kivételével az egész uradalmat zálogba adta gróf Batthyány Strattmann Lajosnak. A záloghelyzetet kölcsönösen nem találták kielégítőnek, ezért a visszaváltás nemsokára megtörtént. A falu népessége egy 1764. évi feljegyzés szerint 748 fő volt, vallásilag 706 római katolikus, a maradék zsidó. Algyő érdekében sokszor kísérelt meg javítást Erdődy gróf. Az ő közbenjárására Mária Terézia királynő 1767-ben kelt kiváltságlevéllel az algyői révnél vámszedési jogot adományozott az uradalomnak.
Az 1784. évi népszámláláskor „All-Gyeő“ falut Fark, Sövényháza, Sirkéd és Dócz pusztákkal együtt névlegesen gróf Erdődyék tulajdonolták. Ekkor 470 család élt itt 443 lakóházban.
Leírás a településről a 18. század végén:	
```
"Magyar falu Csongrad Vármegyében, földes Ura Gróf Erdödy Uraság, most a’ Genuaiak bírják; lakosai katolikusok, fekszik a’ Tisza mellett, Szegedtöl egy mértföldnyire, révje Vásárhelyre vezető útban hasznos; de mivel határját a’ víz gyakorta elboríttya, sőt néha a’ magot is elhordgya róla, ámbár szőleje is van, mind az által a’ harmadik Osztályba számláltatott."
 		
(
Vályi András
: 
Magyar országnak leírása
, 
1796
–
1799
)
```

1803-ban őrgróf Pallavicini Károly özvegye, gróf Zichy Leopoldina, a zálogbirtokosok kielégítése után Erdődy Józseftől megvette az algyői uradalmat. Így lett a mindszent-algyői uradalom az őrgróf Pallavicini család birtoka.
1851-ben 1703 személyből állt a falu.
A nagy 1879-es szegedi árvíz Szegeddel együtt Algyőt is szinte teljesen elpusztította.
Népessége 1930-ban 3525 fő.
1965-ben a község déli határában kőolajat találtak. Az olajmező kitermelése az 1980-as években érte el a maximumát. 1973-ban közigazgatásilag Szegedhez csatolták, majd 1997-ben újra önállósodott.
Algyő közigazgatási területén, a településközponthoz képest a Tisza túlsó, bal partján működik a Nagyfai Országos Büntetés-végrehajtási Intézet.

## Közélete

### Polgármesterei
- 1997–1998:
- 1998–2002: Dr. Piri József (független)[7]
- 2002–2006: Dr. Piri József Antal (független)[8]
- 2006–2010: Dr. Piri József (független)[9]
- 2010–2014: Herczeg József (független)[10]
- 2014–2017: Molnár Áron (független)[11]
- 2017–2019: Molnár Áron (független)[12]
- 2019–2024: Molnár Áron (független)[13]
- 2024– : Molnár Áron (független)[1]

A településen 2017. szeptember 10-én időközi polgármester-választást (és képviselő-testületi választást) kellett tartani, mert a két frakcióra szakadt képviselő-testület május végén, a sorozatosan eredmény nélkül záruló viták nyomán az önfeloszlatás mellett döntött. Az addigi testületben a Fideszhez húzó képviselők voltak többségben Molnár Áron polgármesterrel és az őt támogató függetlenekkel szemben, ezzel függhet össze, hogy az időközi választást megelőző kampányba még Lázár János, a Miniszterelnökséget akkor vezető miniszter is beszállt, Molnár ellenében (de nem kiállva egyetlen másik jelölt mellett sem). A választás ettől függetlenül a hivatalban lévő polgármester nagy arányú győzelmét hozta.

### A képviselő-testület tagjai
A 2017. szeptember 10-i időközi választás után Molnár Áron polgármester mellett Balázs Zsolt, Bogdán Tamás, Füzesy István Tibor, Gubacsi Enikő, Kiss Róbert, Nagy Miklós Jenőné, Ozsváth László Árpádné és Torma Tibor Istvánné alkották az új képviselő-testületet.
A 2019. október 13-i önkormányzati választásoktól a testület névsora: Molnár Áron polgármester, Balázs Zsolt, Bogdán Tamás, dr. Füzesy István, dr. Gubacsi Enikő, Kiss Róbert, Nagy Miklósné dr., Oláh Dániel és Ozsváth László Árpádné (mindannyian függetlenek).

## Népesség
| Lakosok száma | 5046 | 5066 | 5088 | 5303 | 5898 | 5385 | 5416 |
|               | 2013 | 2014 | 2015 | 2021 | 2022 | 2023 | 2024 |

2001-ben a település lakosságának 98%-a magyar, 2%-a cigány nemzetiségűnek vallotta magát.
A 2011-es népszámlálás során a lakosok 86,8%-a magyarnak, 1,9% cigánynak, 0,4% németnek, 0,3% románnak, 0,4% szerbnek mondta magát (12,9% nem nyilatkozott; a kettős identitások miatt a végösszeg nagyobb lehet 100%-nál). A vallási megoszlás a következő volt: római katolikus 43,8%, református 4,5%, evangélikus 0,6%, görögkatolikus 0,5%, felekezeten kívüli 23,2% (25,1% nem nyilatkozott).
2022-ben a lakosság 88,9%-a vallotta magát magyarnak, 1,3% cigánynak, 1,2% szerbnek, 0,8% románnak, 0,4% ukránnak, 0,4% németnek, 0,2% bolgárnak, 0,2% szlováknak, 0,1-0,1% ruszinnak, horvátnak és lengyelnek, 3,7% egyéb, nem hazai nemzetiségűnek (8,3% nem nyilatkozott; a kettős identitások miatt a végösszeg nagyobb lehet 100%-nál). Vallásuk szerint 27,5% volt római katolikus, 3,3% református, 0,6% görög katolikus, 0,5% evangélikus, 0,1% ortodox, 2,1% egyéb keresztény, 0,8% egyéb katolikus, 23,4% felekezeten kívüli (41,5% nem válaszolt).

## Nevezetességei
- 10. századból származó, honfoglalás kori temető
- Római katolikus templom (14. század, gótikus stílusú, átépítve a 18. században barokk stílusban)
- Magyarország egyik legjelentősebb kőolaj- és földgázmezője található itt, melyet 1965 óta termelnek ki.
- Faluház és könyvtár (az algyői Móra Ferenc Népszínház otthona)
- Tájház (2001-től)
- Alkotóház
- JURA Ipari Park (2004-től)
- Borbála Fürdő, uszoda és élményfürdő (2007-ben átadott háromcsillagos gyógyfürdő)
- Fehér Ignác Általános Iskola (2011-ben átadott, 1310 négyzetméteres sportcsarnokkal rendelkező, számos nemzetközi sporteseménynek is helyet adó iskola)
- Levendula Hotel (2015-ben átadott háromcsillagos superior kategóriájú hotel)
- Hullámtéri tanösvény
- Erdei kirándulóhely és kilátó

## Díszpolgárai
A település díszpolgári címet adományozott az alábbi személyeknek:
- Fehér Ignác iskolaigazgató
- Alfred Wollinger, Hebertsfelden polgármestere
- Juratovics Aladár olajmérnök, országgyűlési képviselő[20]
- Mucza Béla plébános
- Piri József, Algyő polgármestere
- Süli András naiv festő
- Németné Vida Zsuzsanna alpolgármester

## Algyő az irodalomban
- Algyő a címadó helyszíne Móra Ferenc A gyevi törvény című elbeszélésének.[21]

## Képgaléria

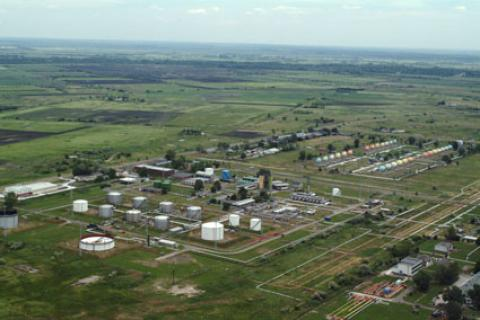
Olajtárolók
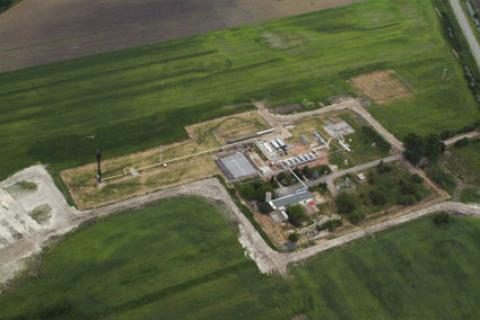
Olajkút Algyő határában